# 유영 (1976년)
유영(1976년 5월 5일 ~ )은 대한민국의 가수이다. 수원여자대학을 졸업하였으며, 1996년 음악 그룹 자자 1집 앨범 《버스안에서》로 데뷔하였다. 1998년 2집 발표 후 무대를 떠났다가, 10여년 뒤인 2008년 앨범 《Again》으로 복귀하였다. 현재 두한엔터테인먼트 소속이며, 《Again》의 타이틀곡인 《안되는건데》의 뮤직비디오에 강예빈이 출연하기도 하였다.

## 공연
- 2020년   《2020레이크뮤직페스티벌 - 춘천》

## 학력
- 수원여자대학교 여성교양과 전문학사 (졸업)